# Herb gminy Kodeń
Herb gminy Kodeń – symbol gminy Kodeń.

## Wygląd i symbolika
Herb przedstawia na tarczy w polu niebieskim postać św. Michała Archanioła z mieczem, a obok niego czerwoną tarczę z herbem Lis. Jest to połączenie herbu nadanego miastu Kodeń w 1513, wraz z nadaniem praw miejskich oraz herbu, którym posługiwał się ród Sapiehów, założycieli miasta.